# (55737) Coquimbo
(55737) Coquimbo ist ein Asteroid des inneren Hauptgürtels. Er wurde am 11. Februar 1988 von dem belgischen Astronomen Eric Walter Elst am La-Silla-Observatorium der Europäischen Südsternwarte in Chile (IAU-Code 809) entdeckt.
Der mittlere Durchmesser des Asteroiden wurde mit 3,241 km (±0,114) berechnet.
Nach der SMASS-Klassifikation (Small Main-Belt Asteroid Spectroscopic Survey) wurde (55737) Coquimbo bei einer spektroskopischen Untersuchung von Gianluca Masi, Sergio Foglia und Richard P. Binzel bei einer Unterteilung aller untersuchten Asteroiden in C-, S- und V-Typen den S-Asteroiden zugeordnet.
Mittlere Sonnenentfernung (große Halbachse), Exzentrizität und Neigung der Bahnebene von (55737) Coquimbo entsprechen in etwa der Vesta-Familie, einer großen Gruppe von Asteroiden, benannt nach (4) Vesta, dem zweitgrößten Asteroiden und drittgrößten Himmelskörper des Hauptgürtels.
(55737) Coquimbo wurde am 29. Mai 2018 nach der chilenischen Hafenstadt Coquimbo benannt, die circa 200 km südlich des La-Silla-Observatoriums liegt.